# ワンダラーズ (映画)
ワンダラーズ（原題：The Wanderers）は、リチャード・プライスによる同名小説を原作とした、1979年のアメリカの青春映画。監督・脚本はフィリップ・カウフマン。ケン・ウォール主演。

## 概要
1963年のブロンクスを舞台に、ワンダラーズと呼ばれるイタリア系アメリカ人の徒党と、その他の派閥との争いや恋愛模様を描いた作品。脚本をフィリップ・カウフマンとその妻のローズ・カウフマンが担当している。公開後は批評・興行の両方とも良好で、のちにカルト映画として人気を博している。

## キャスト
※カッコ内は日本語吹替（初回放送1987年3月15日『日曜洋画劇場』）
- リッチー・ジェンナーロ：ケン・ウォール（坂上忍）
- ジョーイ・カプラ：ジョン・フリードリック
- ニーナ・ベッカー：カレン・アレン
- デスピー・ガラッソ：トニ・カレム
- バディ・ボルサリーノ：ジム・ヤングス
- ペリー・ラガーディア：トニー・ガニオス
- ターキー：アラン・ローゼンバーグ
- チャビー・ガラッソ：ドルフ・スウィート
- エミリオ・カプラ：ウィリアム・アンドリュース
- テラー：アーランド・ヴァン・リス
- ピーウィー：リンダ・マンズ
- クリントン・スティッチ：マイケル・ライト
- ロジャー：サム＝アート・ウィリアムズ
- シャープ：ヴァル・エイヴリー